# Pardipicus
Genre
Pardipicus est un genre d'oiseaux africains de la famille des Picidae

## Répartition
Les espèces du genre Pardipicus se rencontrent en Afrique équatoriale.

## Liste des espèces
Selon la classification de référence du Congrès ornithologique international (23 février 2024) (ordre phylogénique) :
- Pardipicus nivosus (Swainson, 1837) – Pic tacheté
- Pardipicus caroli (Malherbe, 1852) – Pic à oreillons bruns

## Classification
Le nom valide complet (avec auteur) de ce taxon est Pardipicus Bonaparte, 1854.